# سباق يوروميتروبول 2021
سباق يوروميتروبول 2021 (بالفرنسية: Eurométropole Tour 2021)‏ هو سباق دراجات هوائية، وهو الموسم رقم 80 من سباق يوروميتروبول، وأقيم في 29 سبتمبر 2021، وامتدّ لمسافة 177.6 كيلومتر، وهو أحد سباقات سلسلة سباقات الاتحاد الدولي للدراجات للمحترفين 2021.
فاز بالمركز الأول فابيو جاكوبسن، وبالمركز الثاني Jordi Meeus ‏، وبالمركز الثالث مادس بيدرسن.

## الفرق
| فرق عالمية (12)- Cofidis - Deceuninck-Quick Step - EF Education-Nippo - Ineos Grenadiers - Groupama-FDJ - Lotto Soudal - Trek-Segafredo - UAE Team Emirates - Israel Start-Up Nation - Qhubeka NextHash - Intermarché-Wanty-Gobert Matériaux - Bora-Hansgrohe فرق برو (9)- Alpecin-Fenix - 2021 بي آند بي هوتيلز ‏ - بنجوال دبليو بي 2021 ‏ - غازبروم روسفيلو 2021 ‏ - Rally Cycling - سبورت فلاندرين بالويس 2021 ‏ - Arkéa-Samsic - TotalEnergies - أونو اكس برو سايكلنج تيم 2021 ‏ فرق قارية (3)- بلاك سبوك 2021 ‏ - تارتيلتو-ايزوريكس 2021 ‏ - Van Rysel–Roubaix ‏ |  |
| |  |

## التصنيف العام النهائي
| التصنيف العام         | التصنيف العام             | التصنيف العام | التصنيف العام                      | التصنيف العام |
| العداء                | العداء                    | البلد         | الفريق                             | الوقت         |
| --------------------- | ------------------------- | ------------- | ---------------------------------- | ------------- |
| 1                     | فابيو جاكوبسن             | هولندا        | دكونيك كويك ستب                    | 4 س 08 د 32 ث |
| 2                     | Jordi Meeus ‏              | بلجيكا        | بورا هانسغروه                      | + 0 ث         |
| 3                     | مادس بيدرسن               | الدنمارك      | تريك سيغافريدو                     | + 0 ث         |
| 4                     | داني فان بوبيل            | هولندا        | Intermarché-Wanty-Gobert Matériaux | + 0 ث         |
| 5                     | هوغو هوفستيتر             | فرنسا         | Israel Start-Up Nation             | + 0 ث         |
| 6                     | ناصر بوهاني               | فرنسا         | اركيا سامسيك                       | + 0 ث         |
| 7                     | Kenneth Van Rooy ‏         | بلجيكا        | Sport Vlaanderen-Baloise           | + 0 ث         |
| 8                     | Luca Mozzato ‏             | إيطاليا       | B&B Hotels p/b KTM                 | + 0 ث         |
| 9                     | ريناردت جانس فان رينسبورغ | جنوب أفريقيا  | Qhubeka NextHash                   | + 0 ث         |
| 10                    | صموئيل لورو ‏              | فرنسا         | Xelliss-Roubaix Lille Métropole    | + 0 ث         |
| مصدر: ProCyclingStats |                           |               |                                    |               |

## وصلات خارجية
- الموقع الرسمي
- لمحة عن سباق سباق يوروميتروبول 2021 على موقع  ProCyclingStats   (برو  سايكلنج  ستاتس) - إحصاءات  محترفي  الدراجات.
- سباق يوروميتروبول 2021 على موقع إحصائيات الدراجات الإحترافية (الإنجليزية)